# Parmaphorella
Parmaphorella is een geslacht van weekdieren uit de klasse van de Gastropoda (slakken).

## Soorten
- Parmaphorella antarctica (Strebel, 1907)
- Parmaphorella mawsoni Powell, 1958
- Parmaphorella melvilli (Thiele, 1912)